# Kvinnornas idrottsriksdag

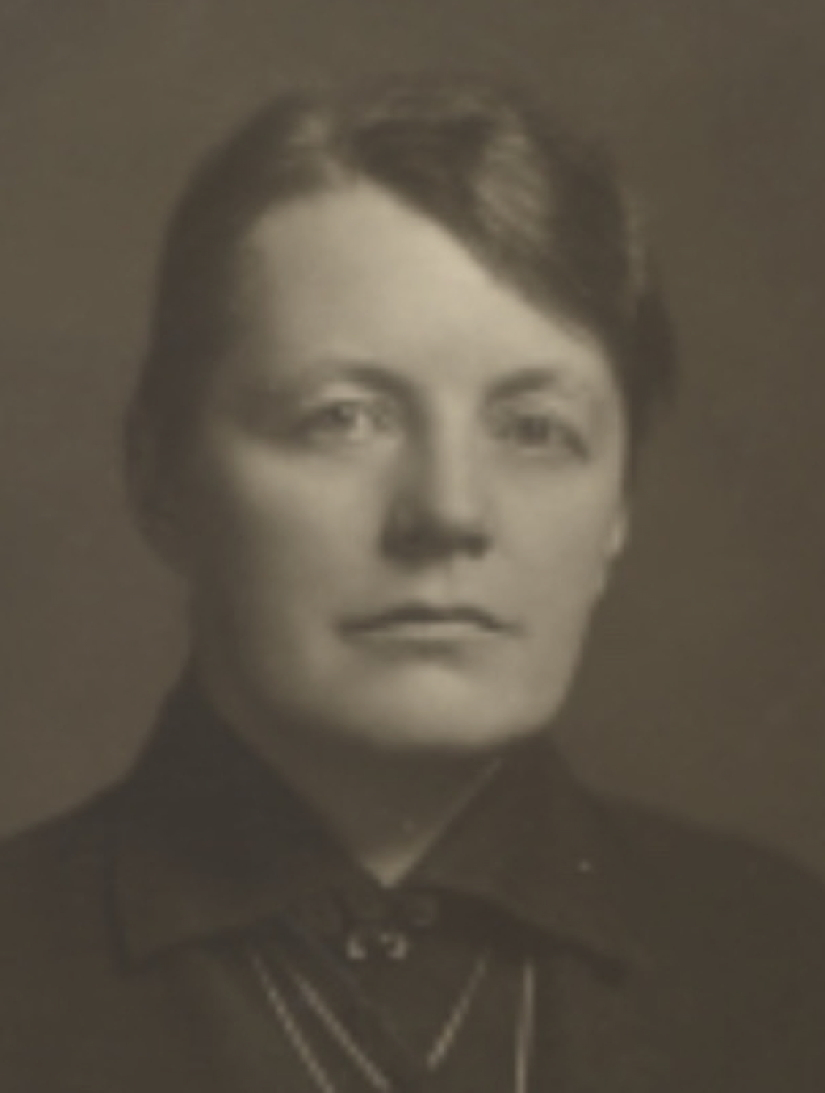
Ada Nilsson, mötets ordförande

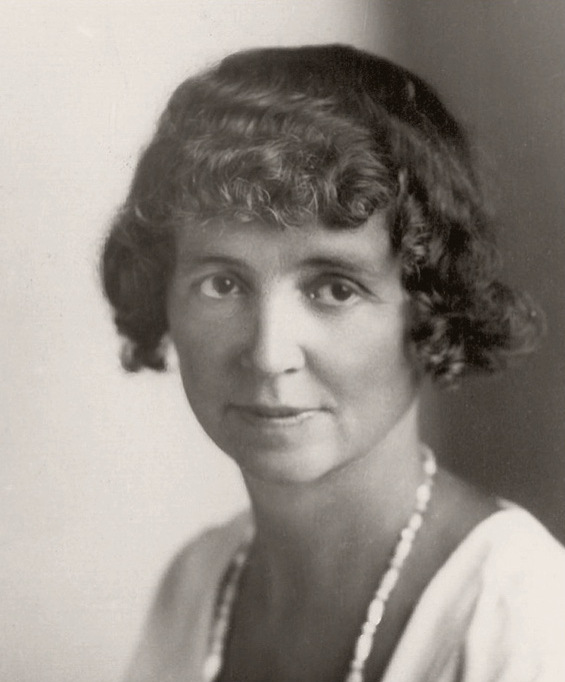
Greta Adrian

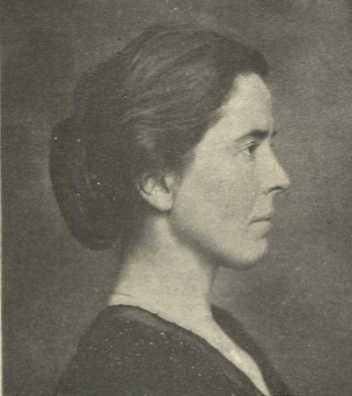
Elin Falk

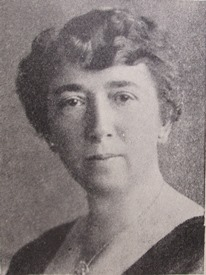
Ida von Plomgren

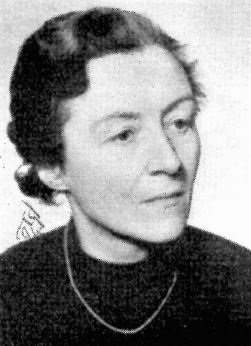
Andrea Andreen

Kvinnornas idrottsriksdag var ett möte kring damidrott som hölls 1924 i Stockholm.
Kongressen var den första i sitt slag i Sverige med mål att utveckla och organisera damidrotten i landet. Mötet samlade både enskilda deltagare och representanter för en rad idrottsföreningar från hela Sverige. Under mötet grundades damidrottsförbundet Svenska kvinnors centralförbund för fysisk kultur (SKCFK),

## Bakgrund
Damidrotten fick ett brett genombrott under 1920-talet, bland annat med grundandet av franska damidrottsförbundet Fédération Sportive Féminine Internationale 1921 och genomförande av de Internationella kvinnospelen. Veckotidningen Idun tog initiativet till ett möte kring damidrott i Sverige.

## Mötet
Mötet öppnades 7 januari 1924 och hölls på lokalen Fenix i Stockholm. Läkaren Ada Nilsson utsågs till mötets ordfrande, bland övriga deltagare fanns framstående kvinnor i den tidiga svenska kvinnorörelsen bl.a. läkarna Andrea Andreen, Ingrid Samzelius-Lejdström och Karolina Widerström, gymnastikinspektrisen Elin Falk, skolrektorn Maria Aspman, gymnastikdirektörerna Mary Billquist, Alice Ljungdahl och Ragnvi Torslow-Lundgren, historikern Lydia Wahlström, assistenten vid statens yrkesinspektion Ida Fischer och juristen Stina Staël von Holstein.
Bland föreläsarna återfanns idrottsläkarna Gunnar Frostell och Ernst Abramson, officeren Gunnar Dyhlén och skolmagister och friidrottaren Edvin Wide.
Under första dagen hölls både diskussioner och föredrag. Under andra dagen fortsatte mötet med diskussioner och föredrag. Senare under dagen bildades föreningen Svenska kvinnors centralförbund för fysisk kultur (SKCFK) där stadgarna fastställdes och en förbundsstyrelse med Ada Nilsson som ordförande valdes.
Övriga styrelsemedlemmar blev Greta Adrian, Anna Behle, Lilly Dufberg, Elin Falk, Ida Fischer, Marrit Hallström, Karin Karling, Maria Kärrberg, Ingrid Larsson, Selma Lundberg, Ida von Plomgren, Ester Svalling, Ebba Teorin, Ragnvi Torslow-Lundgren, Lydia Wahlström och Karolina Widerström.

## Eftermäle
Nästa möte under samma beteckning hölls 9 januari 1926 i Göteborg.